# سوستاجين
السوستاجين هو علامة تجارية للمكملات الغذائية المصنعة من قبل شركة ميد جونسون للأسواق الأسترالية والنيوزيلندية .
يُعادل السوستاجين مشروب الطاقة بوست ( اسم مشروب طاقة )  الذي تبيعه شركة نستله في الولايات المتحدة والمملكة المتحدة ( لا يجب الخلط بينه وبين مشروب الطاقة بوست الذي يُباع من قبل الشركة التي تحمل الاسم نفسه) .
كما أنه مُتعارف عليه جيدًا في البرازيل وأمريكا اللاتينية وسريلانكا .

## جالب الحظ
كانت سوسي وجينو تميمة ( اشخاص يرتدون ملابس دُمى لتشجيع الناس على شراء السوستاجين )  كانوا على شكل أطفال في منتصف أواخر الثمانينيات  و حتى أواخر التسعينات. في وقت لاحق، تم إحياؤهم على شكل بالغين في عام 2013 .

## المنتج يأتي في خمسة أصناف
السوستاجين الجاهز للشرب مخلوط مسبقًا بالحليب ويُباع في تيترا باك ( اسم شركة سويدية ) بأربعة نكهات: شوكولاتة هولندية، شوكولاتة ميجا، فانيليا فرنسية وشوكولاتة موكا .
السوستاجين الجاهز للخلط يكون على شكل مسحوق للخلط مع الحليب أو الماء. يُباع في علبة بثلاث نكهات: شوكولاتة هولندية، فانيليا فرنسية وشوكولاتة موكا .
السوستاجين الرياضي تركيبة رياضية خاصة، تُباع على شكل مسحوق للخلط مع الحليب أو الماء. يُباع في علبة بنكهة: الشوكولاته والفانيليا. غني بالبروتين.
السوستاجين كتركيبة للمستشفى يكون على شكل تركيبة خاصة للمستشفى، تُباع على شكل مسحوق للخلط مع الحليب أو الماء. تُباع بثلاثة أصناف مختلفة: شوكولاتة وفانيليا وصنف أخر بدون نكهة .
السوستاجين بالألياف المضافةتركيبة خاصة في المستشفى تحتوي على ألياف غذائية إضافية، تُباع على شكل مسحوق للخلط مع الحليب أو الماء. تُباع في علبة بنكهة: الشوكولاته والفانيليا.